# (8943) Stefanozafka
(8943) Stefanozafka – planetoida z pasa głównego asteroid okrążająca Słońce w ciągu 4 lat i 248 dni w średniej odległości 2,8 au. Została odkryta 30 stycznia 1997 roku w Osservatorio Astrometrico Santa Lucia Stroncone przez Antonio Vagnozziego. Nazwa planetoidy pochodzi od Stefano Zafki (1972-2007), przewodnika alpejskiego, który uczestniczył w dwóch wyprawach na K2 i zaginął podczas drugiego zejścia ze szczytu. Przed nadaniem nazwy planetoida nosiła oznaczenie tymczasowe (8943) 1997 BH3.